# ジャスト・マリッジ
『ジャスト・マリッジ』（Just Married）は、2003年のアメリカ合衆国のロマンティック・コメディ映画。
監督はショーン・レヴィ、出演はアシュトン・カッチャーとブリタニー・マーフィなど。
新婚カップルが新婚旅行先のヨーロッパで様々な災難に遭遇し、破局の危機に陥る様を描いたラブコメディである。

## ストーリー
ラジオで交通情報のレポーターをしているトムと大富豪のお嬢様であるサラは運命的な出会いをして恋に落ちる。付き合い始めて9ヶ月後、両親の大反対を押し切って結婚した2人はヨーロッパに新婚旅行に向かうが、行く先々で様々なハプニングに見舞われる。更に2人の結婚に反対する家族から送り込まれた「刺客」としてサラの元カレ・ピーターが接近する。

## キャスト
※括弧内は日本語吹替
- トム・リーザック: アシュトン・カッチャー（竹若拓磨）
- サラ・マクナニー: ブリタニー・マーフィ（朴璐美）
- ピーター・プレンティス: クリスチャン・ケイン（川島得愛）
- ウェンディ: ヴァレリア（よのひかり）
- カイル: デヴィッド・モスコー（英語版）
- ローレン: モネ・メイザー（英語版）（林真里花）
- サラの父: デヴィッド・ラッシュ（池田勝）
- ウィリー・マクナニー: サッド・ラッキンビル
- ポール・マクナニー: デヴィッド・アグラノフ
- ディッキー・マクナニー: タラン・キラム
- トムの父: レイモンド・J・バリー
- サラの母: ヴェロニカ・カートライト（クレジットなし）（久保田民絵）

## 作品の評価
Rotten Tomatoesによれば、批評家の一致した見解は「『ジャスト・マリッジ』の筋書きは予測可能で、やり過ぎのずっこけにはうんざりする。」であり、105件の評論のうち高評価は20%にあたる21件のみで、平均点は10点満点中4.10点となっている。
Metacriticによれば、27件の評論のうち、高評価は1件、賛否混在は12件、低評価は14件で、平均点は100点満点中28点となっている。

## エピソード
主演のアシュトン・カッチャーとブリタニー・マーフィが本作での共演がきっかけで交際するようになったが、後に破局している。